# قرار مجلس الأمن التابع للأمم المتحدة رقم 294
أقرّ قرار مجلس الأمن التابع للأمم المتحدة رقم 294 في 15 يوليو 1971، حيث أبدى المجلس انزعاجه من الانتهاكات البرتغالية الطويلة للأراضي السنغالية وزرع الألغام داخل الدولة التي كانت توفر المأوى للمقاتلين المستقلين من الجيش الأفريقي، خلال الحرب الاستعمارية البرتغالية. وأشار المجلس إلى تقاعس البرتغال عن الامتثال للقرارات السابقة وطالبها بالوقف الفوري لجميع أعمال العنف والتدمير في السنغال واحترام سلامتها الإقليمية. وأدرج المجلس الإدانات المعتادة وطلب من الأمين العام أن يرسل على وجه السرعة بعثة خاصة من أعضاء المجلس بمساعدة خبرائهم العسكريين لإجراء تحقيق في وقائع الحالة وتقديم توصيات.
وقد اتخذ القرار بأغلبية 13 صوتاً بينما امتنعت المملكة المتحدة والولايات المتحدة الأمريكية عن التصويت.